# Agnès (prénom)
Pour les articles homonymes, voir Agnès.
Agnès est un prénom féminin français.
Il est fêté le 21 janvier.

## Étymologie
Agnès, du latin tardif Agnes, formé sur l'adjectif  grec Ἁγνή / Hagnế, féminin de ἁγνός / hagnós, d'abord  au sens de « sacré » et qualifiant certains fleuves, les cieux et des divinités, il s'employa au sens de « pur », d'où « chaste ». 
En latin chrétien, le nom fut senti, par confusion entre le grec agnos, « pur » et le latin agnus, « agneau », comme dérivé d'agnus, l'agneau symbolique. 

## Occurrence
En 2022, environ 89 863 Françaises portent ce prénom. Son année record d'attribution est 1964 avec 3 872 naissances. 2022 voit naître 81 Agnès.

## Variantes
- albanais : Agnesa, Anjezë
- allemand : Agnesa, Agnese, Agneta, Ines, Nisa
- anglais : Agnes[5]
- breton : Oanell, Oanez
- catalan : Agnès
- espagnol : Inés
- français : Agnès
- finnois : Aune
- gallois : Nest, Nesta[2]
- grec : Αγνή
- hongrois : Ágnes
- italien : Agnese[2]
- letton Agnese, Agneta, Agnija, Agija
- lituanien : Agnė
- occitan : Agnès
- polonais : Agnieszka
- portugais : Inês
- russe : Агния
- suédois : Agnetha, Agneta
- tchèque : Anežka

## Histoire
Agnès est un prénom très répandu au Moyen Âge en raison de la popularité de sainte Agnès de Rome et demeure courant jusqu'au XVIIe siècle. Moins répandu ensuite, il réapparaît dans les années 1950. Fréquent à partir de 1960 et pendant dix ans, il se démode peu à peu mais reste un prénom classique. 
Longtemps resté dans la sphère monastique ou aristocratique, il s'est répandu au XIIe siècle[réf. nécessaire].

## Fête et saint patron
Agnès de Rome, née vers 291 et morte en 304 ou 305, est une vierge et martyre de 13 ans, vénérée dans toute la chrétienté depuis le IVe siècle. Elle est fêtée le 21 janvier.

## Personnalités
Parmi les Agnès les plus connues, on peut citer :
- Agnès Acker
- Agnès Adda
- Agnès Agboton
- Agnès Allafi
- Agnès Armengol i Altayó
- Agnès Arnauld
- Agnès Aubé
- Agnès Avognon Adjaho
- Agnès Baden-Powell
- Agnès Barron
- Agnès Barthélémy
- Agnès Bartoll
- Agnès Belladone
- Agnès Bernauer
- Agnès Bernet
- Agnès Berthet
- Agnès Bihl
- Agnès Blanchot
- Agnès Blannbekin
- Agnès Bonfillon
- Agnès Bonnot
- Agnès Bos
- Agnès Boury
- Agnès Bove
- Agnès Bracquemond
- Agnès Bricard
- Agnès Buzyn
- Agnès Bénassy-Quéré
- Agnès Cabrol
- Agnès Callamard
- Agnès Callu
- Agnès Canayer
- Agnès Canna-Ferina
- Agnès Capri
- Agnès Carel
- Agnès Chabrier
- Agnès Chaumié
- Agnès Chiquet
- Agnès Château
- Agnès Clancier
- Agnès Clément
- Agnès Constant
- Agnès Crittin
- Agnès Delahaie
- Agnès Delarive
- Agnès Desarthe
- Agnès Dherbeys
- Agnès Dru
- Agnès Ducharne
- Agnès Durdu
- Agnès Evein
- Agnès Evren
- Agnès Fayolle de la Marcelle
- Agnès Fienga
- Agnès Firmin-Le Bodo
- Agnès Florin
- Agnès Fouilleux
- Agnès Gayraud
- Agnès Geoffray
- Agnès Giard
- Agnès Gillieron
- Agnès Godard
- Agnès Gosselin
- Agnès Grimaud
- Agnès Grondin
- Agnès Gueuret
- Agnès Guillemot
- Agnès Helmstetter
- Agnès Humbert
- Agnès Hurstel
- Agnès II de Dammartin
- Agnès II de Nevers
- Agnès II de Quedlinbourg
- Agnès Ire de Nevers
- Agnès Jaoui
- Agnès Keith
- Agnès Kim Hyo-ju
- Agnès Kraidy
- Agnès Laroche
- Agnès Laurent
- Agnès Laury
- Agnès Le Brun
- Agnès Le Louchier
- Agnès Ledig
- Agnès Lefort
- Agnès Lemarchand
- Agnès Lempereur
- Agnès Letestu
- Agnès Loti
- Agnès Lê Thi Than
- Agnès Mallet
- Agnès Maltais
- Agnès Marcetteau-Paul
- Agnès Martin-Lugand
- Agnès Martin (peintre)
- Agnès Martin (rink hockey)
- Agnès Mathieu-Daudé
- Agnès Maupré
- Agnès McLaren
- Agnès Mellon
- Agnès Mercier
- Agnès Merlet
- Agnès Michaux
- Agnès Monnet
- Agnès Mortimer
- Agnès Mukabaranga
- Agnès Müller
- Agnès Nanquette
- Agnès Ndoumbé Mandeng
- Agnès Nkada
- Agnès Ntamabyaliro Rutagwera
- Agnès Ntube Ndode
- Agnès O'Shiell
- Agnès Obadia
- Agnès Ogier
- Agnès Olive
- Agnès Pannier-Runacher
- Agnès Patron
- Agnès Perroux
- Agnès Pierron
- Agnès Pires
- Agnès Planchais
- Agnès Poirier
- Agnès Poirier (réalisatrice)
- Agnès Poisson
- Agnès Raharolahy
- Agnès Ravez
- Agnès Richomme
- Agnès Riverin
- Agnès Roblot-Troizier
- Agnès Rosenstiehl
- Agnès Rouveret
- Agnès Rouzier
- Agnès Ruiz
- Agnès Saal
- Agnès Sinaï
- Agnès Soral
- Agnès Sorel
- Agnès Soubiran
- Agnès Sourdillon
- Agnès Souret
- Agnès Spaak
- Agnès Street-Klindworth
- Agnès Tchuinté
- Agnès Teppe
- Agnès Thibault-Lecuivre
- Agnès Thill
- Agnès Thurnauer
- Agnès Tilney
- Agnès Troublé
- Agnès Tsao Kouying
- Agnès Vahramian
- Agnès Vallée
- Agnès Valois
- Agnès Vannouvong
- Agnès Varda
- Agnès Verdier-Molinié
- Agnès Verlet
- Agnès Vesterman
- Agnès Visconti
- Agnès Walch
- Agnès Webster
- Agnès Wuthrich
- Agnès d'Aguillenqui
- Agnès d'Anhalt-Dessau
- Agnès d'Antioche
- Agnès d'Aquitaine, reine d'Aragon et de Navarre
- Agnès d'Assise
- Agnès d'Autriche
- Agnès d'Autriche (1154-1182)
- Agnès d'Essex
- Agnès d'Harcourt
- Agnès d'Évreux
- Agnès de Babenberg
- Agnès de Baudement
- Agnès de Beaujeu
- Agnès de Beaumont-au-Maine
- Agnès de Bohême
- Agnès de Bourbon (1237-1287)
- Agnès de Bourgogne
- Agnès de Bourgogne (1407-1476)
- Agnès de Brandebourg
- Agnès de Brandebourg (1584-1629)
- Agnès de Bretagne
- Agnès de Bures
- Agnès de Castille
- Agnès de Chaillot
- Agnès de Chalon
- Agnès de Chalon (comtesse de Genève)
- Agnès de Clèves
- Agnès de Coucy
- Agnès de Courtenay
- Agnès de Dieu
- Agnès de Durazzo
- Agnès de Faucigny
- Agnès de France (1260-1325)
- Agnès de France (impératrice byzantine)
- Agnès de Franconie
- Agnès de Frumerie
- Agnès de Garlande
- Agnès de Habsbourg
- Agnès de Habsbourg (1315-1392)
- Agnès de Hainaut
- Agnès de Hesse
- Agnès de Hesse-Cassel
- Agnès de Hohenlohe-Langenbourg
- Agnès de Jésus
- Agnès de La Barre de Nanteuil
- Agnès de La Gorce
- Agnès de Langenstein
- Agnès de Lestrade
- Agnès de Looz
- Agnès de Mansfeld-Eisleben
- Agnès de Montbéliard
- Agnès de Montefeltro
- Agnès de Montepulciano
- Agnès de Montfaucon
- Agnès de Montferrat
- Agnès de Montpellier
- Agnès de Méranie
- Agnès de Méranie (1215-1263)
- Agnès de Navarre
- Agnès de Nevers
- Agnès de Poitiers (1052-1089)
- Agnès de Poitiers (1103-1159)
- Agnès de Poitiers (impératrice du Saint-Empire)
- Agnès de Poitiers (sainte)
- Agnès de Ponthieu
- Agnès de Périgord
- Agnès de Rome
- Agnès de Sacy
- Agnès de Savoie (1286-1322)
- Agnès de Savoie (1445-1508)
- Agnès de Solms-Laubach
- Agnès de Staufen
- Agnès de Venosa
- Agnès de Wettin
- Agnès de Wurtemberg
- Agnès della Faille d'Huysse
- Agnès du Maine
- Agnès du Palatinat
- Agnès van Zanten
- Agnès von Kurowsky